# Benteng (Kota Sigli)
Benteng is een bestuurslaag in het regentschap Pidie van de provincie Atjeh, Indonesië. Benteng telt 1296 inwoners (volkstelling 2010).